# Nicolás Otamendi
Nicolás Hernán Gonzalo Otamendi (født 12. februar 1988) er en argentinsk professionel fodboldspiller, som spiller for Primeira Liga-klubben Benfica og Argentinas landshold.

## Klubkarriere

### Vélez Sarsfield
Otamendi begyndte sin karriere med Vélez Sársfield, hvor han debutrede for klubben i 2007. Han var med i 2009 til at vinde forårsudgaven af det argentinske mesterskab, og spillede 17 ud af 19 kampe for holdet i sæsonen.

### Porto
Han skiftede i august 2010 til FC Porto på en femårig kontrakt.

### Valencia
I februar 2014 skiftede han til Valencia CF i Spanien og som del af aftalen blev han med det samme udlejet til brasilianske Atlético Mineiro. 
Han debuterede for Valencia i oktober 2014, og etablerede sig herefter som en fast mand på holdet.

### Manchester City
Han skiftede i august 2015 til Manchester City. City betalte 38 millioner euro for Otamendi, der skrev en femårig kontrakt. Han tilbragte 5 sæsoner for klubben, hvor hans spillede mere end 100 kampe.

### Benfica
Otamendi vendte tilbage til Portugal i september 2020, da han skiftede til Benfica som del af aftalen som sendte Rúben Dias den anden vej.

## Landsholdskarriere
Otamendi debuterede for Argentinas landshold den 20. maj 2009. Han har været del af Argentinas trupper til flere internationale turneringer siden.

## Titler
Vélez Sarsfield
- Argentinske Primera División: 1 (2009 Clausura)

Porto
- Primeira Liga: 3 (2010-11, 2011-12, 2012-13)
- Taça de Portugal: 1 (2010-11)
- Supertaça Cândido de Oliveira: 3 (2011, 2012, 2013)
- UEFA Europa League: 1 (2010-11)

Manchester City
- Premier League: 2 (2017-18, 2018-19)
- FA Cup: 1 (2018-19)
- Football League/EFL Cup: 4 (2015-16, 2017-18, 2018-19, 2019-20)
- FA Community Shield: 2 (2018, 2019)

Benfica
- Primeira Liga: 1 (2022-23)
- Supertaça Cândido de Oliveira: 1 (2023)

Argentina
- Copa América: 1 (2021)
- Verdensmesterskabet: 1 (2022)

Individuelle
- La Liga Sæsonens hold: 1 (2014-15)
- Copa América Turneringens hold: 2 (2015, 2016)
- PFA Premier League Årets hold: 1 (2017-18)